# レストランアラスカ
レストランアラスカ（Restaurant ALASKA）は、大阪府大阪市に本拠を置く日本の西洋料理店。1928年創業。

## 概要
関西初の本格西洋料理専門店であり、関西における西洋料理の草分け的存在、関西の西洋料理界をリードする存在である。老舗の洋食店であり、谷崎潤一郎、菊池寛、水谷八重子といった著名人も足繁く通ったとされる。谷崎の小説『細雪』にも「朝日ビルの十階、アラスカの食堂」として言及されている。
春原健児は『なぜエグゼクティブは、アラスカに集まるのか？』という書籍を上梓しており、「アラスカ文化」とも呼べるものが培われている。

## 歴史
谷崎潤一郎が、1924年（大正13年）に随筆｢洋食の話」で書いたように、当時は「京都にも大坂にも洋食らしい洋食は殆んどない」状況であった。
東京會舘やホテルニューグランド（神奈川県横浜市）などでサービスに携わった望月豊作が同じホテルニューグランドでフレンチの名手と称された飯田進三郎をスカウトして料理長に据え、1928年（昭和3年）、大阪市中央区北浜にわずか5卓の小さなレストラン「アラスカ」が開業する。開業当初は「大阪で西洋料理が流行るはずがない」と冷視され、店名についても「けったいな名前」と冷たい評価であった。しかし、本格的なサービスと料理を提供し、フォークとナイフで食べる本格西洋料理店を提供すると評判になり、京阪神の財界人や文化人が多数押し掛け、常に大入り満員の盛況となった。
1930年（昭和5年）には東京市銀座への出店も果たす。
1931年（昭和6年）には大阪市北区中之島の朝日新聞ビルに本店を移し、関西の西洋料理をリードしていくことになる。
1963年2月に望月豊作が亡くなり、二代目・望月豊に代替わりしてからは、店舗展開やゴルフ場のレストラン運営など、事業を拡大していった。
2005年には望月豊の三女である望月薫が三代目に就任。中之島フェスティバルタワー（大阪市北区中之島2丁目）に第二の創業と位置づけした旗艦店を開業する。

### コロナ禍での対応
2019年からのコロナ禍の際には他の飲食業界と同じく営業時間短縮の要請を受け、アラスカも苦境に陥った。
アラスカでは減少した売り上げを補うためにハウス食品グループが新たに始めたキッチンカーのレンタル事業を利用し、ビーフカレー、ハンバーグ、オムライスといった洋食の定番9品を東京都新宿区信濃町の住宅街で販売を行った。発案は三代目社長の望月薫である。
アラスカのカレーが1000円で食べられることに販売地域の住民からの驚きと高い評判があったが、弁当として販売する価格は、レストラン価格の半値以下であるため利益はほとんど出ていない。

## 代表的なメニュー
- アラスカ特製ビーフカレー - 常連客からは「アラスカといえばカレー」と言われる[1]。
- オニオングラタンスープ - 代表的な名物料理の一つ。初代料理長の飯田進三郎が客の要望に応えてアレンジした[1]。

## 店舗情報
本節の出典（2025年3月時点）
- レストランアラスカ フェスティバルタワー - 大阪市北区中之島 中之島フェスティバルタワー 2階
- レストランアラスカ 日本プレスセンター - 東京都千代田区 日本プレスセンタービル 10階
- 日本料理 もちづき - 東京都墨田区 アサヒグループ本社ビル 21階
- レストランアラスカ 築地 - 東京都中央区 朝日新聞東京本社ビル 2階

ゴルフ場内レストラン運営
関西
- 芦屋カンツリー倶楽部（兵庫県芦屋市）
- よみうりカントリークラブ（兵庫県西宮市）
- よみうりゴルフウエストコース（兵庫県西宮市）
- 花屋敷ゴルフ倶楽部ひろのコース（兵庫県三木市）
- 花屋敷ゴルフ倶楽部よかわコース（兵庫県三木市）
- 枚方カントリー倶楽部（大阪府枚方市）
- 西宮カントリー倶楽部（兵庫県西宮市）

関東
- 戸塚カントリー倶楽部（神奈川県横浜市）
- 千葉カントリークラブ川間コース（千葉県野田市）
- 相模カンツリー倶楽部（神奈川県大和市）